# José Ángel Becerril
José Ángel Becerril (* 7. März 1985 in Mexiko-Stadt) ist ein ehemaliger mexikanischer Squashspieler.

## Karriere
José Ángel Becerril begann seine professionelle Karriere in der Saison 2004 und spielte bis 2009 auf der PSA World Tour. Auf dieser gewann er zwei Titel. Seine höchste Platzierung in der Weltrangliste erreichte im Februar 2007 mit Position 95. Er wurde nach einer Finalniederlage gegen Eric Gálvez im Jahr 2005 Vize-Panamerikameister.

## Erfolge
- Vize-Panamerikameister: 2005
- Gewonnene PSA-Titel: 2
- Zentralamerika- und Karibikspiele: 2 × Gold (Mixed und Mannschaft 2006), 1 × Bronze (Einzel 2006)